# Liste der Berliner Fußballmeister des VBAV 1908–1911
Die Liste der Berliner Fußballmeister des VBAV 1908–1911 umfasst alle Meister des Verbandes Berliner Athletik-Vereine (VBAV) der Jahre 1908 bis 1911. Am 4. November 1904 wurde der Verband gegründet, ab 1906 wurde auch Fußball in das Programm aufgenommen, um (Leicht)Athletik betreibenden Vereinen während der Wintermonate eine Spielmöglichkeit zu geben.
Erst zur Saison 1909/10 wurde seitens des DFBs dem VBAV die Möglichkeit eingeräumt, einen Teilnehmer für die deutsche Fußballmeisterschaft zu stellen. Dazu gab es vor der eigentlichen Fußballmeisterschaft Ausscheidungsspiele zwischen dem Meister des VBAV, dem Meister des Märkischen Fußball-Bundes (MFB) und dem Meister des Berliner Ballspiel-Bundes (BBB). In beiden Fällen setzte sich der Meister des MFB durch. Zur Saison 1911/12 ging der VBAV im neu gegründeten Verband Brandenburgischer Ballspielvereine auf.

## Berliner Fußballmeister 1908–1911
| Jahr    | Berliner Meister (VBAV) | Abschneiden deutsche Meisterschaft | Deutscher Meister   |
| ------- | ----------------------- | ---------------------------------- | ------------------- |
| 1907/08 | SSC Teutonia 1899       | keine Teilnahme                    | BTuFC Viktoria 89   |
| 1908/09 | Berliner Sport-Club     | keine Teilnahme                    | FC Phönix Karlsruhe |
| 1909/10 | Berliner Sport-Club     | Vorqualifikation Berlin            | Karlsruher FV       |
| 1910/11 | Berliner Sport-Club     | Vorqualifikation Berlin            | BTuFC Viktoria 89   |

## Rekordmeister
Rekordmeister des VBAV ist der Berliner Sport-Club, welcher den Titel 3-mal gewinnen konnte.
|  | Verein              | Titel | Jahr             |
|  | ------------------- | ----- | ---------------- |
|  | Berliner Sport-Club | 3     | 1909, 1910, 1911 |
|  | SSC Teutonia 1899   | 1     | 1908             |